# 白鹤乡
白鹤乡，是中华人民共和国四川省广元市苍溪县下辖的一个乡镇级行政单位。

## 行政区划
白鹤乡下辖以下地区：
伏公社区、鹤仙社区、白鹤村、工农村、柳池村、柏荫村、上游村、白马村、新店村、星火村、喻李村、五显村、顶子村、武皇村、陶坪村、龙凤村、茨垭村、东风村、金谷村、张山村、江水村和鼓子村。